# Niels Rohweder
Niels Rohweder, född 15 mars 1906 i St. Jørgens vid Svendborg, Danmark, död 1993, var en dansk arkitekt, tecknare, möbelformgivare och skulptör.
Han var son till civilingenjören Kaj Larsen och Mary Brooke och från 1939 gift med arkitekten Birte Benzon. Rohweder studerade vid Det Kongelige Danske Kunstakademi i Köpenhamn och har efter utbildningen främst varit verksam som arkitekt. Han praktikarbetade hos Sven Markelius och Torben Grut i Stockholm 1929–1930 och under 1930 studerade han måleri vid Konsthögskolan i Stockholm, samma år ställde han ut ett antal teaterteckningar i Dramatiska teaterns foajé. Han återvände därefter till Köpenhamn för att fortsätta sina målarstudier vid den danska konstakademien. Som tecknare har han medverkat med illustrationer till Bonniers veckotidning och Verden og Vi.